# Dziadowice (gmina)
Dziadowice (od 1973 Malanów) – dawna gmina wiejska istniejąca w latach 1937–1954 w woj. łódzkim i poznańskim. Siedzibą władz gminy były Dziadowice.
Gmina Dziadowice powstała 1 października 1937 roku w powiecie tureckim w woj. łódzkim z obszaru zniesionych gmin Malanów (w całości), Piętno (w całości) i Pęcherzew (częściowo). Gminę utworzono w związku z reformą gminną przeprowadzoną na terenie powiatu tureckiego w 1937 roku, polegającą na zniesieniu 16 gmin wiejskich, a w ich miejsce utworzeniu 7 nowych. 1 kwietnia 1938 roku gminę wraz z całym powiatem tureckim przeniesiono do woj. poznańskiego.
Po wojnie gmina zachowała przynależność administracyjną. Według stanu z dnia 1 lipca 1952 roku gmina składała się z 23 gromad: Albetów, Bibianna, Brody, Budy Słodkowskie, Celestyny, Cisew, Dziadowice, Dziadowice Folwark, Feliksów, Grabieniec, Grąbków, Kotwasice, Malanów, Muchlin, Piętno, Rachowa, Słodków, Słodków kol., Targówka, Wielopole, Wrząca, Zdżenice i Zygmuntówek.
Jednostka została zniesiona 29 września 1954 roku wraz z reformą wprowadzającą gromady w miejsce gmin. Po reaktywowaniu gmin z dniem 1 stycznia 1973 roku gminy Dziadowice nie przywrócono, utworzono natomiast jej terytorialny odpowiednik, gminę Malanów.